# مطار إسكوبية الدولي
مطار إسكوبية الدولي (بالمقدونية: Меѓународен аеродром Скопје)‏، (بالألبانية: Aeroporti Ndërkombëtar i Shkupit)‏، (إياتا: SKP، إيكاو: LWSK)، المعروف أيضًا باسم مطار سكوبية (بالمقدونية: Аеродром Скопје)‏ والمعروف سابقًا باسم مطار بتروفيك (بالمقدونية: Аеродром Петровец)‏ ومطار سكوبية الإسكندر الأكبر (بالمقدونية: Аеродром „Александар Велики“ Скопје)‏، هو أكبر وأكثر المطارات الدولية ازدحامًا في مقدونيا الشمالية، والآخر هو مطار سانت بول الرسول في أوهريد والذي يقع في 170 كيلومتر (110 ميل) جنوب غرب من العاصمة الوطنيةإسكوبية .

## تاريخ المطار
تبني مبناء المطار عام 1928. سُيرت أولى الرحلات التجارية في سكوبيه في عام 1929 عندما قدمت شركة الطيران اليوغوسلافية إيروبوت طريقًا مسارًا المدينة بالعاصمة بلغراد. بعد عام، وصلت المدينة بمطار سالونيك في مقدونيا الوسطى، اليونان، ثم إلى أثينا في عام 1933. في عام 1935، ربطت شركة إيروبوت إسكوبية مع بوتلي ونيش.
بعد الحرب العالمية الثانية، استبدلت إيروبوت بالخطوط الجوية اليوغسلافية وربطت إسكوبية بعدد من الوجهات المحلية والدولية حتى تفكك يوغوسلافيا في أوائل التسعينيات.

### التطوير
قامت حكومة جمهورية مقدونيا المحافظة بقيادة منظمة الداخلية المقدونية الثورية - الحزب الديمقراطي للوحدة الوطنية المقدونية- في ديسمبر 2006 بإعادة تسمية المطار باسم الإسكندر الأكبر، مما أثار المزيد من الخلاف الدبلوماسي المستمر مع اليونان. يعتبر كلا البلدين الإسكندر الأكبر جزاء من تراث كل منهما، كما يتضح من حقيقة أن مطار كافالا الإقليمي في مقدونيا اليونانية سمي أيضًا باسم الإسكندر. ولكن كان مطار كافالا أول مطار يتم تسميته بهذا الاسم منذ عام 1992.
وقعت الحكومة المقدونية في عام 2008 عقدًا مع الشركة التركية Tepe Akfen Ventures (TAV) للحصول على امتياز مدته عشرين عامًا ستدير خلاله هذه الشركة مطاري مقدونيا الحاليين سكوبية ومطار أوهريد. افتتح مبنى الركاب الجديد، ومدد المدرج، ومبنى البضائع وطريق الوصول الجديد مع مرافق وقوف السيارات في سبتمبر 2011.
أزيل اسم الإسكندر الأكبر من اسم المطار في فبراير شباط 2018 في خطوة لتحسين العلاقات مع اليونان. قبل بضعة أشهر، أعلنت شركة طيران إيجه عن رحلات جوية مستقبلية بين أثينا وسكوبي، وهي أولى الرحلات إلى اليونان منذ عدة سنوات، وهو مثال آخر على تحسن العلاقات بين البلدين بعد اتفاقية بريسبا.

## شركات الطيران والوجهات
تعمل شركات الطيران التالية على تشغيل رحلات منتظمة مجدولة ومستأجرة من وإلىإسكوبية:
| شركـات طيـران             | الوجهات |
| ------------------------- | --- |
| طيران إيجيان              | مطار أثينا الدولي |
| إير كايرو                 | مطار الغردقة الدولي |
| طيران صربيا               | مطار بلغراد نيكولا تسلا |
| خطوط إيه إم سي الجوية     | موسمي عارض: مطار الغردقة الدولي |
| الأناضول جت               | موسمي: مطار أنطاليا، مطار ميلاس بودروم |
| الخطوط الجوية النمساوية   | مطار فيينا الدولي |
| BH Air                    | موسمي عارض: مطار النفيضة الحمامات الدولي (تبدأ في 5 يوليو 2023)، مطار الغردقة الدولي، مطار لارنكا الدولي (تبدأ في 23 يونيو 2023) |
| Chair Airlines            | مطار زيورخ الدولي |
| الخطوط الجوية الكرواتية   | مطار زغرب موسمي: مطار سبليت |
| إيزي جيت                  | مطار جنيف الدولي |
| إديلويس إير               | مطار زيورخ الدولي |
| خطوط لوت الجوية البولندية | مطار وارسو فريدريك شوبان |
| لوفتهانزا                 | مطار فرانكفورت |
| آير شاتل النرويجية        | موسمي: مطار أوسلو-غاردرموين (تبدأ في 23 يونيو 2023) |
| خطوط بيغاسوس              | مطار صبيحة كوكجن الدولي، مطار عدنان مندريس |
| Southwind Airlines        | موسمي عارض: مطار أنطاليا |
| صن إكسبريس                | موسمي: مطار أنطاليا، مطار عدنان مندريس |
| Tailwind Airlines         | موسمي عارض: مطار أنطاليا |
| الخطوط الجوية التركية     | مطار إسطنبول الدولي |
| ويز للطيران               | مطار بازل ميلوز فريبورغ الأوروبي، مطار بوفيه - تيه، مطار برلين براندنبرغ، مطار بولونيا، مطار براتيسلافا الدولي، مطار بريمن، مطار بودابست فرانز ليست الدولي، مطار بروكسل شارلروا الجنوب، مطار كولونيا بون الدولي، مطار كوبنهاغن، مطار دورتموند، مطار آيندهوفن، Friedrichshafen، Gothenburg، مطار فرانكفورت هان، مطار هامبورغ، مطار كارلسروه/بادن-بادن، مطار ليوبليانا الدولي (تبدأ في 27 سبتمبر 2023)، مطار لندن لوتن، مطار لوكسمبورغ (تبدأ في 18 ديسمبر 2023)، Malmö، مطار ميمينجين، مطار مالبينسا، مطار نورمبرغ، مطار ليوناردو دا فينشي، مطار ساندفيورد، تورب، Stockholm–Skavsta، مطار تريفيزو موسمي: مطار مالطا الدولي، Växjö |

### الشحن
| شركـات طيـران     | الوجهات           |
| ----------------- | ----------------- |
| دي إتش إل للطيران | مطار لايبزيغ هاله |

## إحصائيات
وزاد عدد الركاب منذ عام 1990 من 312.492 راكبًا في ذلك العام إلى 2.158.258 راكبًا في عام 2018. ومع ذلك، غالبًا ما انخفضت حركة المرور خلال عشرين عامًا. في عام 2000 تعامل المطار مع 1,005,852 مسافر، ولكن في عام 2001 انخفض عدد الركاب إلى 499,789 مسافر. تأثر هذا جزئيًا بعدد من شركات الطيران التي استبدلت خدماتها إلىإسكوبية بخدمات قريبة. في عام 2014، تعامل مطارإسكوبية مع 1,208,359 راكبًا، متجاوزًا مليونًا لأول مرة منذ عام 2000.
شاهد source Wikidata query and sources.
| السنة | الركاب    | التغير | الشحن (طن) | التغير  | الرحلات | التغير  |
| ----- | --------- | ------ | ---------- | ------- | ------- | ------- |
| 1991  | 397,660   | ▲27.3% | 1,088      | ▼41.9%  | 7,158   | ▲106.5% |
| 1992  | 390,025   | ▼1.9%  | 1,023      | ▼6.0%   | 7,079   | ▼1.1%   |
| 1993  | 577,425   | ▲48.0% | 4,338      | ▲324.0% | 10,681  | ▲50.9%  |
| 1994  | 603,447   | ▲4.5%  | 6,936      | ▲59.9%  | 10,803  | ▲1.1%   |
| 1995  | 583,053   | ▼3.4%  | 10,205     | ▲47.1%  | 11,692  | ▲8.2%   |
| 1996  | 422,598   | ▼27.5% | 3,209      | ▼68.6%  | 8,618   | ▼26.3%  |
| 1997  | 440,988   | ▲4.4%  | 4,881      | ▲52.1%  | 8,995   | ▲4.4%   |
| 1998  | 511,784   | ▲16.1% | 5,239      | ▲7.3%   | 10,321  | ▲14.7%  |
| 1999  | 840,985   | ▲64.3% | 11,682     | ▲123.0% | 23,912  | ▲131.7% |
| 2000  | 1,005,852 | ▲19.6% | 4,335      | ▼62.9%  | 24,234  | ▲1.3%   |
| 2001  | 499,789   | ▼50.3% | 3,262      | ▼28.8%  | 16,673  | ▼31.2%  |
| 2002  | 520,497   | ▲4.1%  | 3,271      | ▲0.3%   | 13,725  | ▼17.7%  |
| 2003  | 500,012   | ▼3.9%  | 2,083      | ▼36.3%  | 12,428  | ▼9.4%   |
| 2004  | 497,105   | ▼0.6%  | 2,004      | ▼3.8%   | 10,940  | ▼12.0%  |
| 2005  | 525,965   | ▲5.8%  | 1,815      | ▼9.4%   | 12,101  | ▲10.6%  |
| 2006  | 547,198   | ▲4.0%  | 1,903      | ▲4.8%   | 12,637  | ▲4.4%   |
| 2007  | 626,144   | ▲14.4% | 2,194      | ▲15.3%  | 13,085  | ▲3.5%   |
| 2008  | 658,367   | ▲5.1%  | 2,771      | ▲26.3%  | 10,666  | ▼18.5%  |
| 2009  | 602,298   | ▼8.5%  | 2,125      | ▼23.3%  | 9,871   | ▼7.5%   |
| 2010  | 716,000   | ▲18.9% | -          | -       | -       | -       |
| 2011  | 759,918   | ▲6.1%  | 2,376      | -       | 10,977  | -       |
| 2012  | 828,831   | ▲9.1%  | 2,297      | ▼3.3%   | 10,418  | ▼5.1%   |
| 2013  | 984,407   | ▲18.8% | 2,504      | ▲9.0%   | 11,276  | ▲8.2%   |
| 2014  | 1,208,359 | ▲22.7% | 3,422      | ▲36.7%  | 13,210  | ▲17.2%  |
| 2015  | 1,452,465 | ▲20.2% | 2,649      | ▼22.6%  | 14,451  | ▲9.4%   |
| 2016  | 1,649,374 | ▲13.6% | 3,090      | ▲10.9%  | 15,407  | ▲6.6%   |
| 2017  | 1,868,272 | ▲13.3% | 2,744      | ▼11.2%  | 16,680  | ▲8.3%   |
| 2018  | 2,158,258 | ▲15.5% | 3,298      | ▲20.2%  | 18,188  | ▲9.0%   |
| 2019  | 2,360,400 | ▲9,4%  | 3,407      | ▲3.3%   | 19,177  | ▲5.4%   |
| 2020  | 709,241   | ▼70.0% | 2,132      | ▼37.4%  | 7,625   | ▼60.2%  |
| 2021  | 1,266,230 | ▲78.5% | 3,039      | ▲42.5%  | 12,056  | ▲58.1%  |
| 2022  | 2,139,191 | ▲68.9% | 2,635      | ▼13.3%  | 15,923  | ▲32.1%  |

### الوجهات المزدحمة (2022)
| المدينة                                    | المطار                                       | الناقل                                     | الحصة |
| ------------------------------------------ | -------------------------------------------- | ------------------------------------------ | ----- |
| إسطنبول                                    | مطار إسطنبول الدولي ومطار صبيحة كوكجن الدولي | خطوط بيغاسوس، الخطوط الجوية التركية        | 13.1% |
| بازل سويسرا، ميلوز فرنسا، فرايبورغ ألمانيا | مطار بازل ميلوز فريبورغ الأوروبي             | ويز للطيران                                | 6.3%  |
| فيينا                                      | مطار فيينا الدولي                            | الخطوط الجوية النمساوية                    | 6.2%  |
| زيورخ                                      | مطار زيورخ الدولي                            | Chair Airlines، إديلويس إير                | 6.2%  |
| أنطاليا                                    | مطار أنطاليا                                 | الأناضول جت، Corendon Airlines، صن إكسبريس | 4.2%  |
| ميمينجين                                   | مطار ميمينجين                                | ويز للطيران                                | 4%    |
| دورتموند                                   | مطار دورتموند                                | ويز للطيران                                | 4%    |
| كولونيا                                    | مطار كولونيا بون الدولي                      | ويز للطيران                                | 3.1%  |
| Source:                                    |                                              |                                            |       |

### أكبر شركات الطيران (2022)
| 1       | ويز للطيران             | 59,3%                    |
| 2       | الخطوط الجوية التركية   | 11.0% (incl. AnadoluJet) |
| 3       | خطوط بيغاسوس            | 6.7%                     |
| 4       | الخطوط الجوية النمساوية | 6.2%                     |
| 5       | Chair Airlines          | 4.9%                     |
| Source: |                         |                          |

### الوجهات حسب البلد (2022)
| 1       | ألمانيا | 24%   |
| 2       | تركيا   | 19.1% |
| 3       | سويسرا  | 14.2% |
| 4       | السويد  | 6.9%  |
| 5       | النمسا  | 6.2%  |
| Source: |         |       |

## الحوادث
- في 24 يوليو 1992، تحطمت طائرة أنتونوف 12 تابعة لشركة طيران فولغا دنيبر، على قرية ليسيك الجبلية، عند الاقتراب من مطار إسكوبية، بعد أن انحرف الطاقم عن مساره أثناء محاولته الإبحار حول عاصفة رعدية لأن DME في مطارإسكوبية كان معطلاً. مات جميع ركاب الطائرة الثمانية وتم شطب الطائرة.[23]
- في 5 مارس 1993، تحطمت رحلة بالير المقدونية طائرة فوكر 100 رقم 301، متجهة إلى زيورخ، بعد ثوان من إقلاعها من المدرج 34 حدد التحقيق في الحادث أن سبب الحادث هو فشل طاقم الطائرة في إيقاف الطائرة قبل المغادرة. وتوفي 83 من بين 97 شخصا كانوا على متنها.[24]
- في 12 يناير 2008، تحطمت طائرة ميل مي-17 تابعة لسلاح الجو المقدوني، من موستار في طريقها إلى مطار إسكوبية، على تل بالقرب من كاتلانوفسكو بلاتو في ضباب كثيف واحترقت. توفي جميع الركاب الأحد عشر وتم شطب المروحية.[25]
- في 13 فبراير 2009، فشلت طائرة بومباردييه داش 8 تابعة الخطوط الجوية النمساوية رقم OS780 المجدولة من إسكوبية إلى فيينا في سحب معدات الهبوط بعد الإقلاع ونفذت هبوطًا اضطراريًا في مطار إسكوبية.[26][27][28]
- في 14 نوفمبر 2011، اصطدمت رحلة خاصة Socata TBM700N (TBM850)، من مطار ماستريخت آخن إلى إسكوبية، بعدة رؤوس أشجار واقتربت من الضوء أثناء الهبوط وأخطأت أسفلت المدرج الممتد وهبطت على العشب. ونجا الركاب الخمسة دون أن يصابوا بأذى. تعرضت الطائرة لأضرار جسيمة وتم إرسالها إلى ضاهر سوكاتا في مطار تارب لورديس بيرينيه للإصلاح.[29]
- في 11 فبراير 2012، قامت رحلة الخطوط الجوية التشيكية رقم 848، بوينج 737-55، وهي رحلة مجدولة من براغ إلى إسكوبية، بهبوط اضطراري في إسكوبية، بسبب الدخان الذي خرج من الطائرة. وأصيب رجال الإطفاء وسيارات الإسعاف في المطار بالذعر. أصيبت الطائرة بأضرار طفيفة ونجا جميع الركاب دون إصابات.[30]
- في 6 سبتمبر 2016، تحطمت طائرة بايبر PA-34-200T سينيكا الثانية بالقرب من فيرسكو، فيليس أثناء هبوطها فيإ سكوبية، مما أسفر عن مقتل جميع من كانوا على متنها وعددهم 6. شطبت الطائرة.[31]